# Каменецький Данило Семенович
Каменецький Данило Семенович (1830 — 27 жовтня 1880, Петербург) — український етнограф та видавець. Завідувач друкарні та видавництва Панька Куліша.

## Біографія
Після заснування в Санкт-Петербурзі українського суспільно-політичного та літературно-мистецького часопису «Основа», займався організаційними і технічними справами цього видання (1861—1862). Ініціатор випуску популярних книжок для народу, автор «Збірника українських пісень з голосами».
Готував до видання так звані «метелики» — маленькі брошури з творами видатних українських письменників, науково-популярними статтями з географії України та інші. За період 1860–62 вийшло таких 39 видань-метеликів.
Допомагав Тарасу Шевченку у видавничій справі, брав участь у виданні «Кобзаря».
Помер 27 жовтня 1880 року в Петербурзі.